# Erdő mellett nem jó lakni
Az Erdő mellett nem jó lakni egy ismeretlen eredetű magyar népdal. Töredékei régen benne vannak a néphagyományban. Kiss Áron 1891-ben kiadott könyvében a szöveg mellé többféle dallamot is közöl. A dal szócikkbeli alakjáról már 1850 tájáról vannak írásos emlékek.

## Kotta és dallam
1) 
| Erdő mellett nem jó lakni, mert sok fát kell hasogatni, tizenhárom ölet meg egy felet, öleljen meg engem, aki szeret. | Jó étel a rák meg a hal, bolond, aki bújába hal. Harcsa, csuka, kárász, ponty, kecsege, aki búsul, annak nincsen esze. | Ha nincs néki, majd lesz néki, jó az Isten, majd ád néki. Kinek szeretője nincsen, nincsen, annak egy csepp esze sincsen, sincsen. |

## Felvételek
- Erdő mellett nem jó lakni - Ég a kunyhó. Tekeres Sándor  Nótakedvelők klubja (Hozzáférés: 2017. január 11.) (audió)
- Erdő mellett nem jó lakni. Ifj. Sánta Ferenc és zenekara  YouTube (1984. június 3.)  (Hozzáférés: 2017. január 11.) (audió)
- Erdő szélén nem jó lakni. Tükrös együttes  YouTube (2016. január 16.)  (Hozzáférés: 2017. január 11.) (videó)
- Erdő mellett nem jó lakni. Oláh Kálmán és zenekara  YouTube (2012. december 14.)  (Hozzáférés: 2017. január 11.) (audió)
- Erdő mellett nem jó lakni. Lázárock  YouTube (2016. május 2.)  (Hozzáférés: 2017. január 11.) (audió)